# Блек-Бютт-Ранч (Орегон)
Блек-Бютт-Ранч (англ. Black Butte Ranch) — переписна місцевість (CDP) в США, в окрузі Дешутс штату Орегон. Населення — 260 осіб (2020).

## Географія
Блек-Бютт-Ранч розташований за координатами 44°21′39″ пн. ш. 121°40′0″ зх. д. / 44.36083° пн. ш. 121.66667° зх. д. (44.360929, -121.666612).  За даними Бюро перепису населення США в 2010 році переписна місцевість мала площу 21,29 км², з яких 21,23 км² — суходіл та 0,06 км² — водойми.

## Демографія
Згідно з переписом 2010 року, у переписній місцевості мешкало 366 осіб у 188 домогосподарствах у складі 125 родин. Густота населення становила 17 осіб/км².  Було 1275 помешкань (60/км²).
Расовий склад населення:
| - 97,8 % — білих - 0,8 % — азіатів - 0,3 % — корінних американців - 0,3 % — чорних або афроамериканців |

До двох чи більше рас належало 0,8 %. Частка іспаномовних становила 1,6 % від усіх жителів.
За віковим діапазоном населення розподілялося таким чином: 7,9 % — особи молодші 18 років, 39,1 % — особи у віці 18—64 років, 53,0 % — особи у віці 65 років та старші. Медіана віку мешканця становила 65,9 року. На 100 осіб жіночої статі у переписній місцевості припадало 98,9 чоловіків;  на 100 жінок у віці від 18 років та старших — 100,6 чоловіків також старших 18 років.
Середній дохід на одне домашнє господарство  становив 86 964 долари США (медіана — 75 816), а середній дохід на одну сім'ю — 105 291 долар (медіана — 77 270). 
Цивільне працевлаштоване населення становило 39 осіб. Основні галузі зайнятості: науковці, спеціалісти, менеджери — 43,6 %, освіта, охорона здоров'я та соціальна допомога — 41,0 %, публічна адміністрація — 15,4 %.